# Cornel Protopopescu
Cornel Protopopescu (n. 21 martie 1948) este un fost deputat român în legislaturile 1990-1992, 1992-1996 și 1996-2000 ales în județul Bacău pe listele partidului Ecologist-SD. În legislatura 1990-1992, Cornel Protopopescu a fost membru în grupurile parlamentare de prietenie cu URSS, Republica Venezuela, Republica Populară Chineză, Regatul Thailanda și Republica Libaneză. În legislatura 1996-2000, Cornel Protopopescu a fost membru în grupul parlamentar de prietenie cu Republica Peru.